# Стабек Фотбал
Стабек Фотбал (на норвежки: Stabæk Fotball, кратка форма Стабек) е норвежки футболен клуб, базиран в квартал Бекестюа на община Берум. Играе мачовете си на стадион Надеруд в квартал Надеруд.

## Успехи
- Типелиген:
  -  Шампион (1): 2008
  -  Второ място (1): 2007
  -  Трето място (4): 1998, 2003, 2009, 2015
- Купа на Норвегия:
  -  Носител (1): 1998
  -  Финалист (1): 2008
- Суперкупа на Норвегия:
  -  Носител (1): 2009

## Европейски турнири
Участвал е в турнирите за Шампионската лига (2009 – 2010), купата на УЕФА и Интертото.